# 133e division de forteresse
La 133e division de forteresse (en allemand : 133. Festungs-Division) est une des divisions d'infanterie de la Wehrmacht durant la Seconde Guerre mondiale.

## Création
La 133. Festungs-Division est formée le 21 janvier 1944 en Crète à partir de la Festungs-Brigade Kreta.
Elle assure des missions de sécurité dans le secteur de La Canée. En septembre 1944, après le départ de la 22. Infanterie-Division de la Crète, la division est chargée de la protection du centre de l'île.
Elle est dissoute en janvier 1945.

## Organisation

### Commandants
| Date                            | Grade           | Commandant          |
| ------------------------------- | --------------- | ------------------- |
| 1er février 1944 - 15 mars 1944 | Generalmajor    | Christian Wittstatt |
| 15 mars 1944 - 9 octobre 1944   | Generalleutnant | Dr Ernst Klepp      |
| 9 octobre 1944 - ? janvier 1945 | Generalmajor    | Georg Benthack (en) |

### Officiers d'opérations (Generalstabsoffiziere (Ia))
| Date                           | Grade          | Commandant      |
| ------------------------------ | -------------- | --------------- |
| 25 mars 1944 - 18 janvier 1945 | Oberstleutnant | Werner Kaminski |

## Théâtres d'opérations
- Crète : février 1944 - Janvier 1945

## Ordres de bataille
- Grenadier-Regiment 733
- Grenadier-Regiment 746
- Artillerie-Regiment 619
  - I. Abteilung
  - II. Abteilung
  - III. Abteilung
- Panzer-Abteilung 212
- Divisionseinheiten 133